# Parc industrial

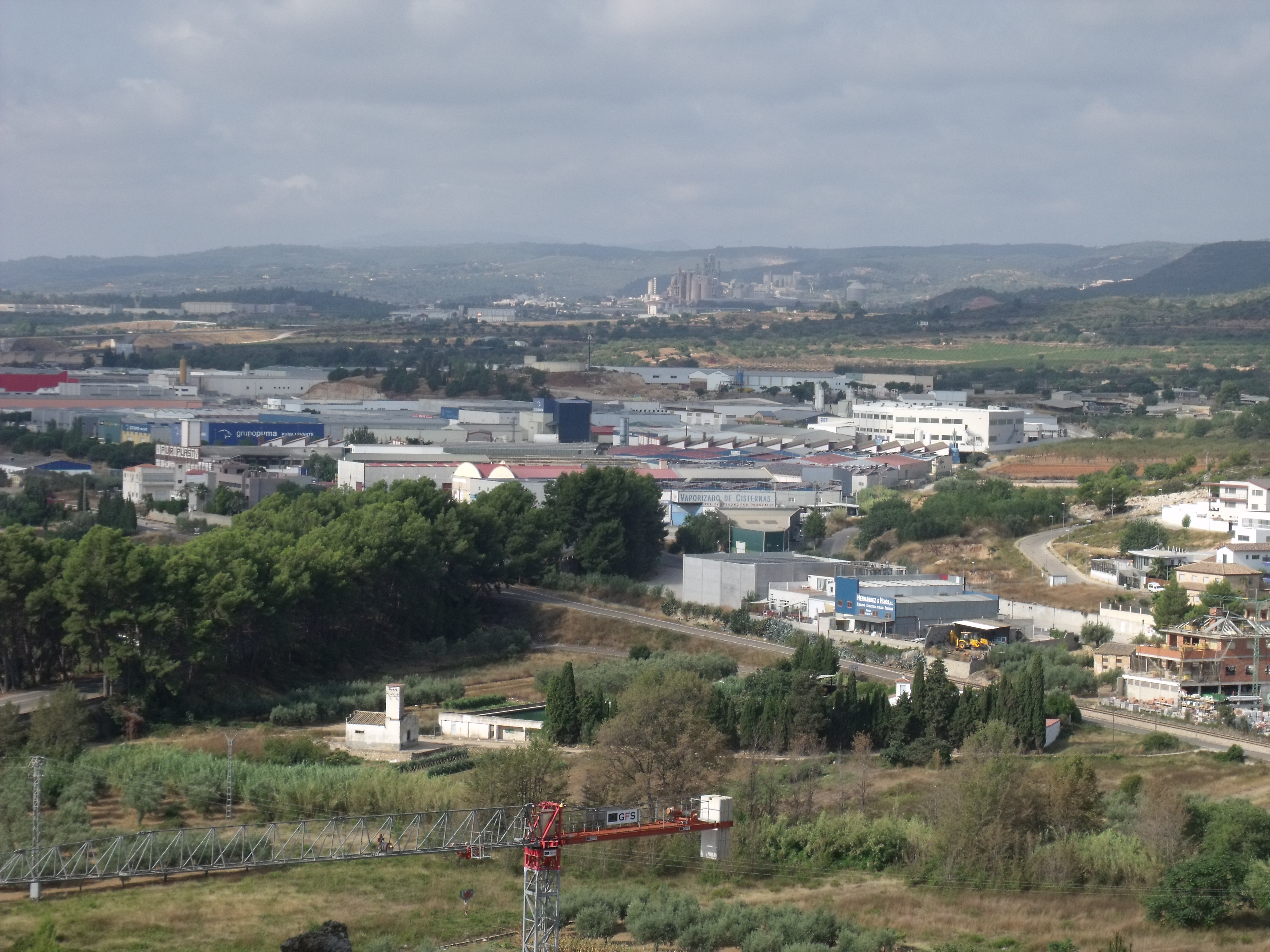
Parcul industrial La Pahilla din Spania

Parcul industrial este un teritoriu (zonă) special planificat (amenajată) în scopul dezvoltării industriale (hale de producție, facilități energetice, infrastructură, condiții administrative și juridice)
În cadrul Parcului industrial își desfășoară activitatea de obicei mai multe întreprinderi independente, din ramuri identice sau industrii diferite. Cu toate acestea producția companiilor este de multe „legată” de un lanț pentru crearea unei valori adăugate comune și împărțirea serviciilor de infrastructură comune furnizate de parc. În industria chimică numele utilizat adesea este de Parc chimic.
Parcul industrial este condus de un singur operator (o societate de administrare specializată, societate pe acțiuni, etc.) care gestionează un complex imobiliar, format din porțiuni de teren care dispun de facilități de producere, administrare, stocarea și altele direcții, cu condiția existenței unei infrastructuri energetice, inginerești, de transport și de plasare a producției fabricate. 
În România, crearea parcurilor industriale reprezintă una dintre principalele căi în vederea îmbunătățirii mediului de afaceri, a creșterii preponderenței sectorului privat în economie și stimulării investițiilor de capital românești și străine.